# Rochonvillers
Rochonvillers település Franciaországban, Moselle megyében. Lakosainak száma 205 fő (2022. január 1.). Rochonvillers Angevillers, Escherange, Havange, Ottange, Tressange és Volmerange-les-Mines községekkel határos.

## Népesség
A település népessége az elmúlt években az alábbi módon változott:
| Lakosok száma | 189  | 196  | 165  | 217  | 205  | 197  | 188  | 186  | 186  | 205  |
|               | 1968 | 1982 | 1990 | 2006 | 2013 | 2015 | 2017 | 2019 | 2020 | 2022 |